# Петрова, Анна Николаевна (педагог)
Анна Никола́евна Петро́ва (девичья фамилия Зу́бова) — педагог по сценической речи, автор книг и пособий, доктор искусствоведения, профессор кафедры сценической речи Школы-студии МХАТ. Консультировала более сотни театров СССР и бывшего СССР по работе со словом. Сотрудничает с режиссерами и актерами, журналистами телевидения и радио. Заслуженный деятель искусств Российской Федерации (2025).

## Биография
Анна Николаевна родилась 22 сентября 1929 года в семье служащих: отец — Николай Иванович Зубов (настоящая фамилия Горецкий), 1904 г.р., сотрудник ЧК; мать — Ганна Наумовна, 1904 г.р., сотрудник Министерства чёрной металлургии СССР.
В 1951 г. Анна Николаевна окончила ВТУ имени М. С. Щепкина, с 1952 по 1955 гг. училась в аспирантуре ГИТИС (РАТИ). Позже Анна Николаевна проходила обучение в Школе «Шекспир и компания» (Shakespeare & Company) в Бостоне, Массачусетс.
С 1956 г. по сегодняшний день преподает сценическую речь в Школе-студии МХАТ, профессор кафедры сценической речи и вокала. В 1983 г. защитила докторскую диссертацию по сценической речи (впервые в СССР).
Помимо преподавания в Школе-студии МХАТ Анна Николаевна руководила лабораториями и семинарами ВТО — СТД РФ по сценической речи для театральных педагогов и актеров театров СССР, являлась председателем методического совета по сценической речи ВТО — СТД РФ, давала мастер-классы в России и странах СНГ, а также во Франции, Польше, Англии и Уэльсе.
В течение многих лет Анна Николаевна сотрудничает с теле- и радиожурналистами: Школой телевизионного мастерства В. В. Познера, телекомпанией НТВ, телеканалом «Дождь», телеканалом Восток-Запад (Берлин) Архивная копия от 6 марта 2022 на Wayback Machine, Радио «Свобода».
Анна Николаевна Петрова — лауреат Международной премии Станиславского, Премии Москвы, специальной премии «Золотая маска» за «выдающийся вклад в развитие театрального искусства».

## Награды
- Медаль ордена «За заслуги перед Отечеством» II степени (23 октября 1998 года) — за многолетнюю плодотворную деятельность в области театрального искусства и в связи со 100-летием Московского Художественного академического театра[9].
- Заслуженный деятель искусств Российской Федерации (24 января 2025 года) — за вклад в развитие отечественной культуры и искусства, многолетнюю плодотворную деятельность[10].
- Почётная грамота Президиума Верховного совета Российской Федерации (12 июля 1993 года) — за большой личный вклад в развитие отечественного театрального  искусства, подготовку высококвалифицированных кадров для драматических театров[11].
- Премия города Москвы в области литературы и искусства (2020) — за большой вклад в театральную педагогику, создание системы преподавания сценической речи и многолетнюю плодотворную деятельность по подготовке творческих кадров[12].
- Специальная премия «Золотая маска» «За выдающийся вклад в развитие театрального искусства» (2022)[13].
- лауреат Международной премии Станиславского.

## Избранные книги и учебные пособия
- Петрова А. Н. Художественное слово в воспитании актера. М., 1964.
- Петрова А. Н. Сценическая речь в русском театре XVIII—XIX вв.: Лекция для студентов театральных институтов и институтов культуры. М., 1977.
- Петрова А. Н. Сценическая речь. М., 1981.
- Петрова А. Н. Искусство речи для радио- и тележурналистов. М., 2017.
- Петрова А. Н. Разговоры о слове. М., 2022.